# Пам'ятник Владиславу Городецькому (Київ)
Пам'ятник Владиславу Городецькому — пам'ятник у Києві на честь архітектора Владислава Городецького; розташовується в Пасажі на тротуарі поруч із будинком (Хрещатик, 15).
Владислава Городецького вважають одним із засновників і найвизначніших представників школи київського модерну. Архітектор жив і працював в Києві протягом 30 років, став безпосереднім учасником забудови міста, створюючи проєкти багатьох будинків; серед них визначні пам'ятки: будівля теперішнього Національного художнього музею України (1899), караїмська кенаса (1900), Будинок з химерами (1903), Миколаївський костьол (1909) тощо.
Пам'ятник митцю в Пасажі був відкритий навесні 2004 року за підтримки меценатів. Автори — скульптори Володимир Щур, Віталій Сівко і архітектор Володимир Скульський.

## Опис
Владислав Городецький зображений сидячи за столиком у кафе, тримаючи в правій руці чашку кави. Ретельно відтворена зовнішність митця та деталі одягу — крислатий капелюх на голові, просторий сюртук. Деталі композиції розповідають про стиль епохи, в якій жив архітектор — це круглий стіл на трьох вигнутих ніжках, два віденські стільці, на одному з яких сидить Городецький, другий стоїть навпроти нього. На столику лежить книга під назвою «В. Городецький. В джунглях Африки. Щоденник мисливця», в якій архітектор описав свої пригоди в Африці. 
Скульптурна композиція розміщена на пласкому бронзовому плінті й на невисокому прямокутному гранітному постаменті, на якому вирізьблено стилізований під факсиміле напис «Архітектор Городецький». На плінті, біля ніг постаті архітектора, розміщений бронзовий картуш з написом, в якому зазначено мецената спорудження пам'ятника — «Діамантбанк», трохи далі — імена його авторів. На другому картуші на лівому боці постаменту — напис про те, що пам'ятник встановлено за підтримки Олександра Омельченка (в той час — Київського міського голови).

## Цікаві факти
- У чашці, яку тримає Городецький, в бронзі відтворена кавова пінка[2].